# かったい
かったい（癩、乞丐）は、ハンセン病に感染し、その瘢痕によって健康な頃に比べて風貌が著しく変わってしまった人を呼んだ、日本における古典的呼称である。

## 概要
この病気はらい菌による感染症ではあるが、感染から発症までに数十年かかったり、一生キャリア（保菌者）として発病しなかったりする人もある。また感染力も低く病気の致死性もほとんどないものの、身体の外見上の変形を伴う重い後遺症を残すため、何かと特別視されることの多い疾患であった。
そのため江戸時代以前の伝統社会では、一般の感染症のように「はやり病」の概念ではとらえられず、仏教がインド思想から日本に持ち込んだ六道輪廻説、あるいは日本古来の穢れ思想などの影響から、12世紀代までには業病、つまり前世における悪業の報いで発病するとする考えが、社会通念化していた。「かったい」の語は、江戸時代の史料に見られ、仙台藩の例では、「かったい」や「癩人」と呼ばれた患者らは「癩人小屋」という組織に組み入れられ被差別民として扱われたとされる。
明治期になり、政府が法令によって隔離政策をとるようになると、漢語由来の医学用語としての「癩病」が普及するようになる。戦後まで「かったい」が用いられていた地方もあり、また、ハンセン病の隔離施設が舞台になっている北條民雄の文芸作品に、患者同士が罵り合うことばとして「かったい野郎」がしばしば出てくる。

## ことわざ
いろはがるた（江戸）の「か」は、「かったいのかさうらみ」である。「かさ（瘡）」は（主に梅毒による）皮膚病患者のことで、「うらみ」はうらやましく思うこと。「目くそ鼻くそを笑う」と同様に、相手と自分のわずかな違いに優劣を感じる様を皮肉ったことわざである。